# ファルティングスの定理
数論において、モーデル予想(英: Mordell conjecture)とは、Mordell (1922) で提示された予想であり、有理数体 Q 上に定義された 1 よりも大きな種数を持つ曲線は、有限個の有理点しか持たないであろうという予想である。後にこの予想は Q を任意の数体へ置き換えた予想へ一般化された。この予想は Gerd Faltings (1983) により証明されたため、ファルティングスの定理(英: Faltings' theorem)として知られている。

## 背景
C を Q 上の種数 g の非特異代数曲線とすると、C の有理点の集合は次のように決定することができる。
- g = 0 の場合：有理点が存在しないか、もしくは無限個存在する： C は円錐曲線である。
- g = 1 の場合：有理点が存在しないか、もしくは C が楕円曲線で、有理点が有限生成アーベル群をなす。（モーデル定理(Mordell's Theorem)は、後にモーデル・ヴェイユの定理(Mordell–Weil theorem)へ一般化された。さらにメイザーの捩れ定理[1]は捩れ部分群の構造を制限している。）
- g > 1 の場合：ファルティングスの定理（モーデル予想）に該当する。C は有限個の有理点しか持たない。

## 証明
ファルティングスの元々の証明は、テイト予想の既知の場合へ帰着させるとともに、ネロンモデルの理論を含む代数幾何学の多くのツールを用いるものであった。ディオファントス近似を基礎とする全く異なる証明は、ポール・ヴォイタ(Paul Vojta)により得られている。さらにヴォイタの証明の初等的な証明はエンリコ・ボンビエリが与えた。

## 結論
1983年のファルティングスの論文は、それ以前に予想されていた多くの主張の結果として得られた。
- モーデル予想(Mordell conjecture)：数体上の種数が 1 よりも大きな曲線は有限個の有理点しか持たない。
- シャファレビッチ予想(Shafarevich conjecture)：決められた次元の、決められた数体上の偏極次数を持ち、決められた有限個の座(place)の有限集合の外側では良い還元（英語版）(good reduction)を持つアーベル多様体の同型類は、有限個しか存在しない。
- 同種定理(Isogeny theorem)：同型なテイト加群（英語版）(Tate module)を（ガロア作用、Ql-加群として）もつアーベル多様体は同種である。

モーデルの予想は、Parshin (1971) によってシャファレビッチ予想へ帰着された。ファルティングスの定理の応用の例として、フェルマーの最終定理の弱い形がある。決められた n > 4 に対し、an + bn = cn には有限個の整数解しか存在しない。なぜなら、n に対し、曲線 xn + yn = 1 は種数が 1 よりも大きいからである。

## 一般化
モーデル・ヴェイユの定理により、ファルテングスの定理はアーベル多様体 A の有限生成部分群 Γ を持つ曲線 C の交点理論についての主張として再定式化することができる。C を A の任意の部分多様体に置き換え、Γ を任意の A の有限ランクの部分群へ置き換えることで、モーデル・ラング予想(Mordell–Lang conjecture)が導出される。
ファルテングスの定理の別の高次元への一般化は、ボンビエリ・ラング予想(Bombieri–Lang conjecture)であり、X が数体 k 上の準標準多様体(pseudo-canonical variety)（すなわち、一般型の多様体）であれば、X(k) は X でザリスキー稠密ではない。さらに一般的な予想がポール・ヴォイタ(Paul Vojta)により提示されている。
函数体のモーデル予想は、Manin (1963) と Grauert (1965) により証明された。Coleman (1990) はマーニンの証明のギャップを見つけ修正した。

## 実効性
ファルティングスの定理は計算可能性を備えていない（有効でない）。ファルティングスの定理の証明に用いられる議論からは、ヤコビ多様体の構造を用いて、有理点の個数に対して、具体的な上からの評価を求めることはできるが、有理点の大きさの上界が得られるわけではない。そのため、この定理を使って有理点をすべて求めることはできない。
モーデル予想の解決に先立って、Chabauty (1941a, 1941b)はヤコビ多様体の階数が小さいときに、有理点の個数の上界を求める方法を開発し、Coleman (1985)は実際にいくつかの場合に具体的な上界を得ている。
たとえば p が 2g より大きい素数で C が p を法として良い還元をもつとすると、有理点の個数は高々
{\displaystyle \#C(\mathbb {F} _{p})+2g-2}
となる（上記論文Corollary 4aおよびMcCallum & Poonen (2012, Theorem 5.3(b))）。ここで {\displaystyle \#C(\mathbb {F} _{p})} は C を、p を法として還元したときの点の個数である。さらに場合によってはこれらの方法を使って有理点をすべて決定することができる。たとえば
{\displaystyle y^{2}=x(x-1)(x-2)(x-5)(x-6)}
の有理点は (x, y) = (0, 0), (1, 0), (2, 0), (5, 0), (6, 0), (3, ±6), (10, ±120) のみであることがGrant (1994)により示されている。また、平川義之輔と松村英樹（Hirakawa & Matsumura (2018)）はこの方法を使って辺の長さが整数となる直角三角形と二等辺三角形の組で、周長と面積が共に一致するものは（相似を除いては）、3辺の長さがそれぞれ (377, 135, 352) と (366, 366, 132) であるものしか存在しないことを示している。